# داروين هال
داروين هال (بالإنجليزية: Darwin Hall)‏ هو مُحرِّر وسياسي أمريكي، ولد في 23 يناير 1844 في الولايات المتحدة، وتوفي بنفس المكان في 23 فبراير 1919. حزبياً، نشط في الحزب الجمهوري. انتخب عضو مجلس ولاية مينيسوتا وانتخب عضو مجلس نواب مينيسوتا وانتخب عضو مجلس النواب الأمريكي.